# 7210 Даріус
7210 Даріус (7210 Darius) — астероїд головного поясу, відкритий 24 вересня 1960 року.
Тіссеранів параметр щодо Юпітера — 3,309.